# Hymenoepimecis bicolor
Hymenoepimecis bicolor är en stekelart som först beskrevs av Brulle 1846.  Hymenoepimecis bicolor ingår i släktet Hymenoepimecis och familjen brokparasitsteklar. Inga underarter finns listade i Catalogue of Life.